# Puits de Barhout
Le puits de Barhout, ou Biʾr Barhūt (parfois Barahūt ou Balahūt), également surnommé « puits de l'enfer », est une cavité naturelle sur les flancs de l'oued Barhout, une vallée du Hadramaout à l'extrême est du Yémen.

## Description
La cavité de Barhout se situe sur le versant de l'oued homonyme, à l'extrême est du Yémen, à une trentaine de kilomètres à vol d'oiseau de la frontière avec le sultanat d'Oman et à environ 900 km de la capitale Sanaa, au sein du désert du gouvernorat d'Al-Mahra. Son diamètre est de 30 mètres et sa profondeur est de 112 mètres, atteignant par endroit 116 mètres.
Il s'agit plus d'une grotte que d'un puits aquifère, et plus précisément d'une doline, le résultat de l'érosion du calcaire dans une zone karstique. Les explorations menées au XIXe et XXe siècles n'ont pas décelé d'activité volcanique : l'odeur qui, selon certains observateurs, s'en dégage semble engendrée par l'activité des chauves-souris ou par l'érosion des roches, et n'évoque pas la présence de vapeurs soufrées. 
Après que les autorités géologiques de la province y ont pénétré au début des années 2020 sur les soixante premiers mètres, une équipe de spéléologues omanais l'explore complètement pendant l'été 2021. Ceux-ci déterminent sa profondeur et mettent en évidence que le fond est inégal, couvert de stalagmites dont les plus hautes atteignent neuf mètres de haut. La présence abondante de perles des cavernes, grises et vertes, constitue un autre signe de circulation d'eau depuis de longues périodes. De fait, à une profondeur de 65 mètres l'eau sourd de la paroi du gouffre par plusieurs petits orifices et tombe au sol en cascades. C'est sur la paroi orientale que les cascades sont le plus actives, tandis que sur le flanc sud le flux est tari. Quelques animaux cavernicoles ont été observés : serpents, coléoptères et batraciens. Les spéléologues ont prélevé des échantillons d'eau, de roche et des restes d'animaux morts.
Les spéléologues omanais ont identifié et cartographié une centaine de dolines semblables à Oman.

## Légendes
Il est réputé dans des traditions locales comme « le plus mauvais puits sur terre », hanté par les âmes d'« infidèles » ou de « débauchés », pour avoir été créé afin de servir de prison aux démons ou pour être une porte de l'Enfer. Les nomades l'évitent en raison d'une superstition qui voudrait que les objets proches soient aspirés vers le trou, et des prétendues odeurs nauséabondes qu'il dégagerait — odeurs non observées lors des explorations de 2021.

## Paronymes proches
- Un tombeau connu comme celui du prophète Houd se situe plus en aval sur l’oued. Des légendes associent le puits et le prophète, en les opposant[6].
- À plusieurs centaines de kilomètres au sud-est de cette cavité, il existe un volcan nommé Bir Borhut[11].